# Лашт-е-Неша (бахш)
Лашт-е-Неша (перс. لشت نشا) — бахш в Ірані, в шагрестані Решт остану Ґілян. За даними перепису 2006 року, його населення становило 36316 осіб, які проживали у складі 11006 сімей.

## Дегестани
До складу бахша входять такі дегестани:
- Аліабад-е-Зіба-Кенар
- Ґафше-Лашт-е-Неша
- Джірганде-Лашт-е-Неша